# 無法傳達的愛戀 (漫畫)
《無法傳達的愛戀》是日本漫畫家tMnR創作的百合漫畫。2016年11月開始於一迅社旗下漫畫雜誌《Comic百合姬》2017年1月號連載，2020年10月結束連載。2017年5月起經一迅社發行實體書。繁體中文版由東立出版社發行。

## 劇情
鳴瀨詩在哥哥鳴瀨怜一的婚禮上，發現自己的初戀是哥哥的妻子鳴瀨薰瑠，而後三人開始同居生活。同居過程中，詩在知道自己單戀不會有結果的前提下，努力克服這樣的情感。某天，薰瑠在回家的路上看見怜一和他的前女友璃沙子走在一起，於震驚下跌落人行天橋並導致腿部骨折，兩人的婚姻生活也因此出現裂痕，而詩發現薰瑠越來越信任她。後來，詩的母親決定將詩接回她家同住，對此薰瑠感到不捨。詩在離開前與薰瑠的談話中表白，薰瑠下意識地拒絕，但詩並不感到難過，心中的壓抑得到解放。
詩離開後，怜一和薰瑠的關係更加惡化。某次怜一出差，薰瑠發現現在的她無法一人獨處，於是求助詩。詩急忙趕往薰瑠的住處，薰瑠在交談時表達了自己對怜一的猜疑，詩鼓勵她正視自己的感情。之後，薰瑠從璃沙子得知兩人之所以結婚，是因為自己已經過世的母親與怜一的約定。最後，薰瑠和怜一在多次相談後決定離婚。

## 主要角色
鳴瀨詩（聲：千本木彩花）
一位勤奮的高中生，試圖讓自己接受對薫瑠的單戀。由於母親對她的辱罵，有時會認為自己是別人的負擔。
鳴瀨薰瑠（聲：三宅麻理惠）
詩和一的青梅竹馬。與怜一結婚後三人同居。兒時因家庭因素，經常一個人獨自在家，就讀高中時家中唯一的支柱母親過世。
鳴瀨一（聲：中田祐矢）
詩的哥哥。與薫瑠在故事開始的一年前結婚。

## 出版書籍
| 卷數 | 一迅社         | 一迅社                 | 東立出版社    | 東立出版社             |
| 卷數 | 發售日期       | ISBN                   | 發售日期      | ISBN                   |
| ---- | -------------- | ---------------------- | ------------- | ---------------------- |
| 1    | 2017年5月18日  | ISBN 978-4-7580-7669-2 | 2019年4月8日  | ISBN 978-957-26-1104-3 |
| 2    | 2017年11月16日 | ISBN 978-4-7580-7753-8 | 2020年8月28日 | ISBN 978-957-26-1105-0 |
| 3    | 2018年7月18日  | ISBN 978-4-7580-7839-9 | 2020年11月5日 | ISBN 978-957-26-4618-2 |
| 4    | 2019年1月18日  | ISBN 978-4-7580-7902-0 | 2025年6月13日 | ISBN 978-957-26-4619-9 |
| 5    | 2019年8月16日  | ISBN 978-4-7580-7973-0 |               |                        |
| 6    | 2020年3月18日  | ISBN 978-4-7580-2100-5 |               |                        |
| 7    | 2021年1月18日  | ISBN 978-4-7580-2207-1 |               |                        |

## 迴響
於動畫新聞網的「2019年秋季漫畫導讀」中，編輯麗貝卡·西爾弗曼（Rebecca Silverman）將該作評為3星（滿分為5星），稱讚作者tMnR避免使故事變得無情地壓抑和戲劇化，而是展示詩已經接受了她的愛情將沒有回報的事實。另一位編輯費伊·霍珀（Faye Hopper）將該作評為4星，表示「該作以你很少見到的靈敏和優雅來處理複雜、困難的問題，而且令人驚訝的是，它既輕鬆又令人愉快」。Anime UK News的喬什·A·史蒂文斯（Josh A. Stevens）給予該作第1卷8/10的評分，讚揚了故事中詩對這段感情的成熟和尊重。
該作在BOOK☆WALKER Global 2020年電子書銷量排行榜漫畫類別獲得第25名，整體獲得第50名。